# Oli de Tung
| Àcid palmític      | 5,5%  |
| Àcid oleic         | 4,0%  |
| Àcid linoleic      | 8,5%  |
| Àcid α-eleosteàric | 82,0% |

L'oli de Tung, també anomenat oli de fusta de la Xina, és un oli assecant elaborat a partir de la resina de les llavors de l'arbre Tung, (Vernicia fordii) originari de la Xina on ja està citat en temps de Kong Zi.
S'utilitza en els tradicionals llums d'oli de la Xina. És un excel·lent protector de la fusta que es fa servir com a ingredient de pintures i vernissos. El seu principal avantatge, enfront a altres olis protectors com els de teca o de llinassa, és que dona un acabat més resistent i flexible.
Així mateix no altera el color original de la fusta tractada, atès que és transparent i no engrogueix, alhora que el porus de la fusta queda molt ben segellat amb l'aplicació de l'oli.